# Léolia Jeanjean

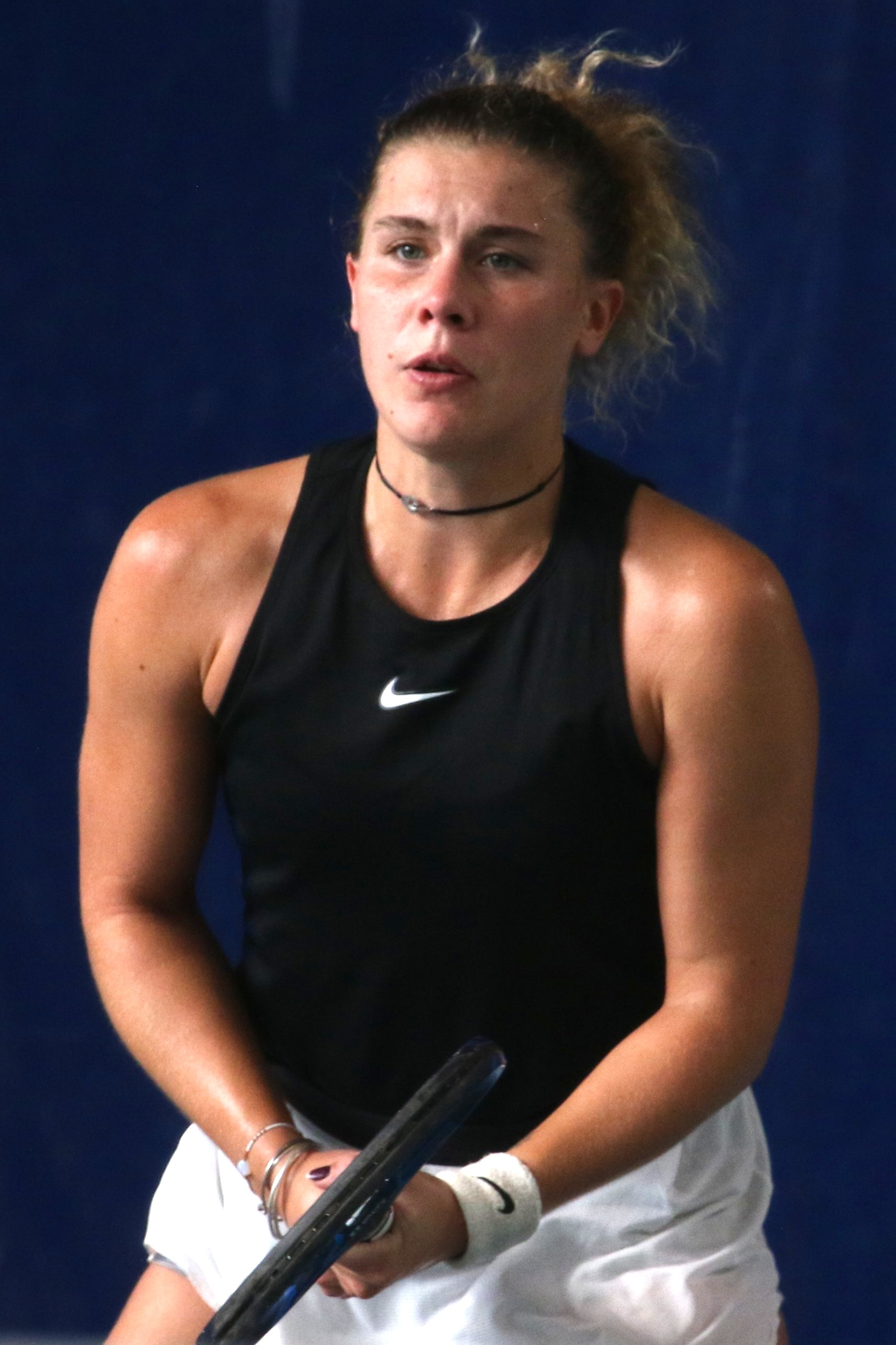
Poitiers 2021

Léolia Jeanjean (Montpellier, 14 augustus 1995) is een tennisspeelster uit Frankrijk. Jeanjean begon met tennis toen zij zes jaar oud was. Haar favoriete ondergrond is gravel. Zij speelt rechtshandig en heeft een tweehandige backhand. Zij is actief in het internationale tennis sinds 2012.

## Loopbaan

### Enkelspel
Jeanjean debuteerde in 2012 op het ITF-toernooi van haar geboortestad Montpellier (Frankrijk). Zij stond in 2013 voor het eerst in een finale, op het ITF-toernooi van Borriol (Spanje) – zij verloor van Russin Marija Marfoetina. De periode 2014–2020 besteedde zij aan studie (zie hieronder het hoofdstuk "Privé"). In 2021 veroverde Jeanjean haar eerste titel, op het ITF-toernooi van Šibenik (Kroatië), door de Bosnische Nefisa Berberović te verslaan. Tot op heden(november 2024) won zij vier ITF-titels, de meest recente in 2024 in Nantes (Frankrijk).
In 2021 kwalificeerde Jeanjean zich voor het eerst voor een WTA-hoofdtoernooi, op het toernooi van Limoges. In 2022 had zij haar grandslamdebuut op Roland Garros, waar zij op basis van een wildcard aan het hoofdtoernooi deelnam – zij versloeg onder meer de Tsjechische Karolína Plíšková (WTA-8) en bereikte daarmee de derde ronde. Zo steeg zij naar de top 150 van de wereldranglijst. Zij stond in november 2022 voor het eerst in een WTA-finale, op het toernooi van Montevideo – zij verloor van Diana Sjnajder.
In mei 2025 maakte Jeanjean haar entrée in de top 100.
Haar hoogste notering op de WTA-ranglijst is de 92e plaats, die zij bereikte in juni 2025.

### Dubbelspel
Jeanjean was in het dubbelspel minder actief dan in het enkelspel. Zij debuteerde in 2012 op het ITF-toernooi van Antalya (Turkije), samen met de Nederlandse Demi Schuurs. Zij stond in 2013 voor het eerst in een finale, op het ITF-toernooi van Borriol (Spanje), samen met landgenote Marine Partaud – hier veroverde zij haar eerste titel, door het duo Tina Tehrani en Mandy Wagemaker te verslaan. Tot op heden(november 2024) won zij drie ITF-titels, de meest recente in 2023 in Feira de Santana (Brazilië).
In 2022 speelde Jeanjean voor het eerst op een WTA-hoofdtoernooi, op het toernooi van Båstad, samen met landgenote Clara Burel. Zij stond in 2023 voor het eerst in een WTA-finale, op het toernooi van Cluj-Napoca, samen met de Oekraïense Valerija Strachova – zij verloren van het koppel Jodie Burrage en Jil Teichmann. Later dat jaar won Jeanjean haar eerste WTA-titel, op het toernooi van Florianópolis samen met de Italiaanse Sara Errani – zij versloegen Julia Lohoff en Conny Perrin.
Haar hoogste notering op de WTA-ranglijst is de 162e plaats, die zij bereikte in maart 2024.

## Persoonlijk
In het najaar van 2014 werd Jeanjean geplaagd door een knieblessure – na driemaal een ontwrichte knieschijf te hebben gehad, besloot zij niet door te gaan met professioneel tennis, maar naar de Verenigde Staten te verhuizen. In de periode 2014–2020 studeerde zij daar aan drie universiteiten, waar zij alleen in bescheiden mate deelnam aan het college tennis: Baylor University in Waco, Universiteit van Arkansas in Fayetteville en Lynn University in Boca Raton. Zij behaalde achtereenvolgens bachelordiploma's in sociologie en strafrecht, alsmede de graad van master in bedrijfsfinanciën (MBA).

## Posities op deWTA-ranglijst
Positie per einde seizoen:
| jaar | rang enkelspel | rang dubbelspel |
| ---- | -------------- | --------------- |
| 2013 | 713            | –               |
| 2014 | 747            | 742             |
|      |                |                 |
| 2019 | –              | 1162            |
| 2020 | 1180           | 1088            |
| 2021 | 382            | 305             |
| 2022 | 125            | 625             |
| 2023 | 128            | 187             |
| 2024 | 170            | 379             |

## Palmares
| Legenda                 |
| ----------------------- |
| Grandslamtoernooi       |
| Olympische Spelen       |
| Year-End Championships  |
| Premier Mandatory       |
| Premier Five / WTA 1000 |
| Premier / WTA 500       |
| International / WTA 250 |
| Challenger / WTA 125    |

### WTA-finaleplaatsen enkelspel
| nr.              | finale     | toernooi       | ondergrond | tegenstandster | score    |         |
| ---------------- | ---------- | -------------- | ---------- | -------------- | -------- | ------- |
| gewonnen finales |            |                |            |                |          |         |
| geen             |            |                |            |                |          |         |
| verloren finales |            |                |            |                |          |         |
| 1.               | 2022-11-27 | WTA Montevideo | gravel     | Diana Sjnajder | 4-6, 4-6 | details |

### WTA-finaleplaatsen vrouwendubbelspel
| nr.              | finale     | toernooi          | ondergrond    | partner             | tegenstandsters              | score            |         |
| ---------------- | ---------- | ----------------- | ------------- | ------------------- | ---------------------------- | ---------------- | ------- |
| gewonnen finales |            |                   |               |                     |                              |                  |         |
| 1.               | 2023-11-25 | WTA Florianópolis | gravel        | Sara Errani         | Julia Lohoff Conny Perrin    | 7-5, 3-6, [10-7] | details |
| verloren finales |            |                   |               |                     |                              |                  |         |
| 1.               | 2023-10-22 | WTA Cluj-Napoca   | hardcourt (i) | Valerija Strachova  | Jodie Burrage Jil Teichmann  | 1-6, 4-6         | details |
| 2.               | 2024-11-22 | WTA Colina        | gravel        | Kristina Mladenovic | Mayar Sherif Nina Stojanović | forfait          | details |

### Gewonnen ITF-toernooien enkelspel
| nr. | finale     | toernooi | dotatie  | ondergrond    | tegenstandster in finale | score    |
| --- | ---------- | -------- | -------- | ------------- | ------------------------ | -------- |
| 1.  | 2021-05-30 | Šibenik  | $ 15.000 | gravel        | Nefisa Berberović        | 6-2, 6-4 |
| 2.  | 2022-04-17 | Calvi    | $ 25.000 | hardcourt     | Tessah Andrianjafitrimo  | 6-2, 6-2 |
| 3.  | 2024-10-27 | Poitiers | $ 60.000 | hardcourt (i) | Diana Martynov           | 6-2, 6-3 |
| 4.  | 2024-11-03 | Nantes   | $ 40.000 | hardcourt (i) | Sara Čakarević           | 6-1, 6-3 |

## Resultaten grandslamtoernooien
| Legenda | Legenda                          |
| ------- | -------------------------------- |
| g.t.    | geen toernooi gehouden           |
| l.c.    | lagere categorie                 |
| –       | niet deelgenomen                 |
| G       | uitgeschakeld in de groepsfase   |
| 1R      | uitgeschakeld in de eerste ronde |
| 2R      | uitgeschakeld in de tweede ronde |
| 3R      | uitgeschakeld in de derde ronde  |
| 4R      | uitgeschakeld in de vierde ronde |
| KF      | uitgeschakeld in de kwartfinale  |
| HF      | uitgeschakeld in de halve finale |
| F       | de finale verloren               |
| W       | het toernooi gewonnen            |
| w-v     | winst/verlies-balans             |

### Enkelspel
| toernooi        | 2022 | 2023 | 2024 | 2025 |
| --------------- | ---- | ---- | ---- | ---- |
| Australian Open | –    | 1R   | 1R   | 1R   |
| Roland Garros   | 3R   | 2R   | 1R   | 2R   |
| Wimbledon       | –    | –    | –    |      |
| US Open         | 1R   | –    | –    |      |

### Vrouwendubbelspel
| toernooi        | 2023 | 2024 | 2025 |
| --------------- | ---- | ---- | ---- |
| Australian Open | –    | –    | –    |
| Roland Garros   | 1R   | 1R   | 1R   |
| Wimbledon       | –    | –    |      |
| US Open         | –    | –    |      |